# 池田成
池田 成（いけだ まさし、1961年2月10日 - 、AB型、水瓶座）は、香川県出身の日本のアニメ監督。東京造形大学映像専攻科卒業。

## 略歴
大学在学中からアマチュアで8ミリフィルムで自主製作アニメーションを作っており、制作集団「グループえびせん」に在籍した。同グループには池田の他にも後にプロで活躍することになる、角銅博之、山村浩二、ふくやまけいこ、片渕須直、飯田つとむ、石田卓也などがメンバーとして腕を競っていた。アマチュア時代の代表作は、1980年に発表した『人間うごくいのお』。
やがて卒業の時期を迎えると、大学の講師だった脚本家の大和屋竺の紹介で、シンエイ動画系のアニメ制作会社あにまる屋に入社。アマチュアでの実績を買われて、間もなく同社の福富博がチーフディレクターを務めたテレビアニメ『怪物くん』の絵コンテでデビュー。以後、『フクちゃん』『ドラえもん』などシンエイ動画作品を何本か手がけた後、日本サンライズへ。
日本サンライズでは、1983年から1986年まで『装甲騎兵ボトムズ』『機甲界ガリアン』『機甲界ガリアンIII 鉄の紋章』で高橋良輔監督の片腕を務める。これらの作品の絵コンテは『機甲界ガリアン』で作画監督を務めた作画スタジオ・アニメアール所属の吉田徹からも絶賛される。手腕を認められた池田は1988年、高橋良輔のシリーズ構成として文芸面のバックアップの元、『鎧伝サムライトルーパー』で監督デビュー。しかしスポンサーの男児向け玩具商品の売れ行きは芳しくなく、スポンサーからの「必殺技のシーンでＴＶ画面に『超弾動』の文字を入れるように」との要望を拒否した結果、池田は2クールをもって降板させられる。だが同作は本来ターゲットと目されていなかった女性ファンからの支持を受けることとなり『機動戦士ガンダム』以来となる版権収入をサンライズに及ぼす大ヒット作となる。1989年から1991年にかけて発売された続編のOVAは当初、池田の後を継いでテレビシリーズを監督した浜津守が引き続き担当していたが、池田は脚本担当ののち、ファンからの根強い復帰要請を受ける形で1991年から最終シリーズ『鎧伝サムライトルーパー メッセージ』で監督に復帰した。
1994年に公開された『ストリートファイターII MOVIE』でアニメ映画を初監督することになったが、原作のカプコンと衝突して降板した。1994年から1995年にかけてサンライズのOVAシリーズ『覇王大系リューナイト アデューレジェンド』全13話の監督を無事に終えると、1995年に『新機動戦記ガンダムW』で再びサンライズからテレビシリーズの監督に起用される。これも高橋良輔に文芸の支援を求める等の末に池田は途中降板するが、5人の美少年が活躍するという『鎧伝サムライトルーパー』と同趣向の設定は再び人気を得て、アニメ雑誌の表紙や巻頭特集を何度も飾る話題作となり、OVAやドラマCD、劇場アニメが製作されるなどの商業的な成功を収めた。さらに2000年には『犬夜叉』（当初から1年契約だった為、44話で監督を交代した旨を青木康直がインタビューで答えている）、2005年には『CLUSTER EDGE』と、サンライズからヒットメーカーとしての手腕を期待され幾度となく監督のオファーを受けた。また、OVA版「装甲騎兵ボトムズ 孤影再び」においても、脚本と絵コンテを担当している。
サンライズ以外での監督作に、1989年から1990年にかけて、あにまる屋で制作したOVA『緑山高校 甲子園編』、1997年から1998年にかけてマッドハウスで制作したOVA『The Animated Series ヴァンパイアハンター』などがある。

## 作品リスト

### 監督
- 鎧伝サムライトルーパー
- 帝都物語
- 緑山高校 甲子園編
- 新機動戦記ガンダムW
- 犬夜叉
- 覇王大系リューナイト アデュー・レジェンド
- The Animated Series ヴァンパイアハンター
- CLUSTER EDGE
- タカネの自転車

### 絵コンテ・演出
- キャッツ♥アイ（絵コンテ、演出）
- 装甲騎兵ボトムズ（絵コンテ）
- 機甲界ガリアン（絵コンテ、演出）
- ハイスクール!奇面組（絵コンテ、演出）
- ヤダモン（絵コンテ、演出）
- ミスター味っ子（絵コンテ、演出）
- ツヨシしっかりしなさい（絵コンテ、演出）
- 超攻速ガルビオン（絵コンテ）
- 無限のリヴァイアス（絵コンテ）
- GALACTICA PATROL レンズマン（絵コンテ）
- 機動警察パトレイバー（絵コンテ）
- Night Walker -真夜中の探偵-（絵コンテ）
- バブルガムクライシス TOKYO 2040（絵コンテ）
- DINOZAURS : THE SERIES（絵コンテ）
- 銀色のオリンシス（絵コンテ）
- おおきく振りかぶって（絵コンテ）
- スペース☆ダンディ（絵コンテ）
- ヤング ブラック・ジャック（OP・ED絵コンテ）
- ドリフェス!（絵コンテ）
- 最響カミズモード!（タイトルアニメーション(OP)絵コンテ）
- セスタス -The Roman Fighter-（絵コンテ）
- 杖と剣のウィストリア（絵コンテ）